# Fausto Duarte
Fausto Duarte (1903 - 1953) là nhà văn người Cabo Verde. Ông sống ở Guinea-Bissau.
Tác phẩm đầu tiên của Duarte có tựa đề Auá: Novela negra (Tiếu thuyết Đen) và được xuất bản năm 1934. Ông đã viết thêm bốn cuốn sách và một cuốn hồi ký.